# Tempel der Bona Dea

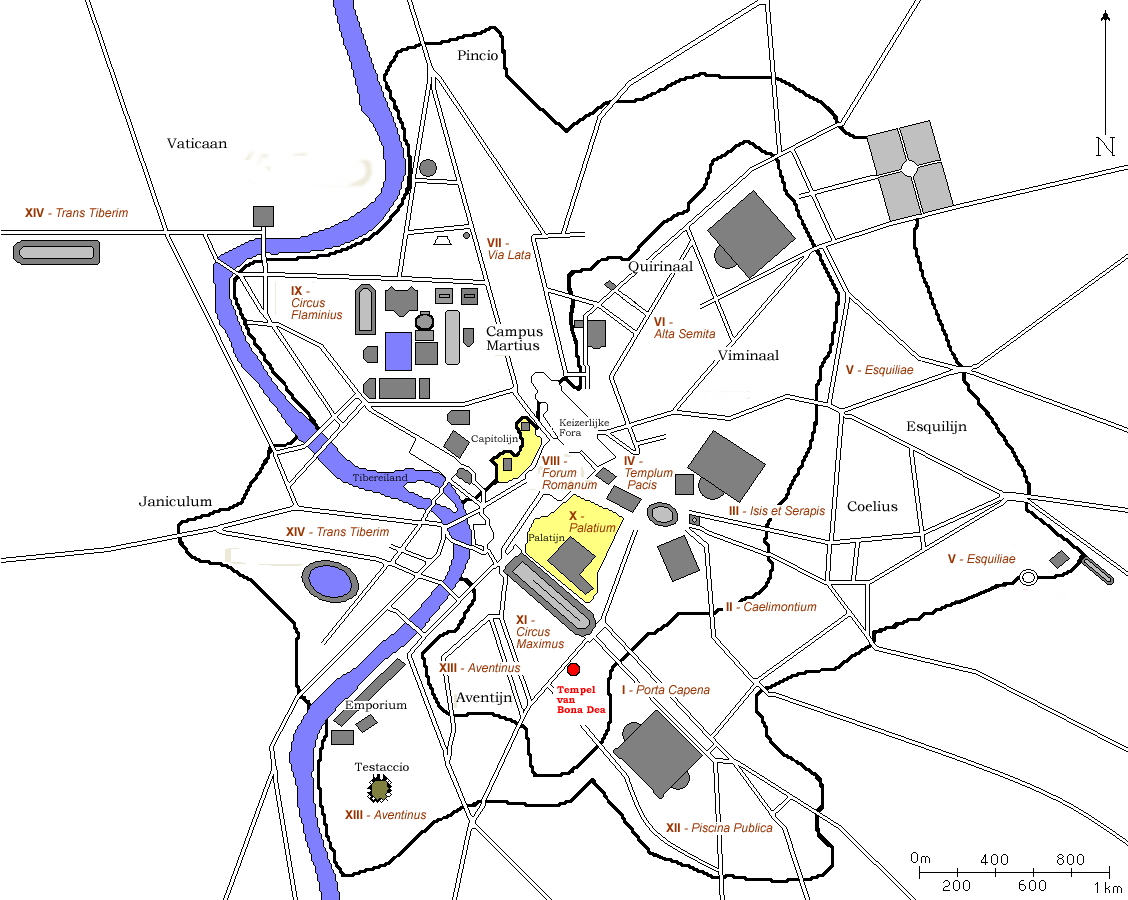
Lageplan des Tempels

Der Tempel der Bona Dea (lateinisch auch aedes Bonae Deae Subsaxanae) befand sich am nordöstlichen Abhang des Aventin in Rom, direkt südlich des Ostendes des Circus Maximus. Er lag genau unterhalb des Saxum genannten Hügelbereichs, was das Epitheton Subsaxana erklärt.
Der Tempel der Bona Dea wurde wahrscheinlich im 3. Jahrhundert v. Chr. errichtet. Eine Restaurierung durch Livia Drusilla, die Frau des Augustus, ist gesichert, eine weitere unter Hadrian im 2. Jahrhundert n. Chr. ist überliefert. Der Tempel, von dem sich keinerlei Spuren erhalten haben, stand bis in das 4. Jahrhundert. Seit dem 5. Jahrhundert wird das Gelände von der Kirche Santa Balbina auf dem Aventin eingenommen.
Der Tempel der Bona Dea war ein Zentrum der römischen Heilkunst; zahme Schlangen krochen in ihm herum und Heilkräuter aller Art wurden in ihm zum Kauf angeboten. Männern war es strikt verboten, den Bereich des Tempels zu betreten. Am 1. Mai wurde von Frauen im Tempel das Fest der Bona Dea gefeiert.